# 몽골 문자
몽골 문자(몽골어: ᠮᠣᠩᠭᠣᠯ
ᠪᠢᠴᠢᠭ᠌ 몽골 비치그, монгол бичиг)는 몽골어 여러 표기 체계들 가운데 하나이다. 약간만 변경된 채로, 이 글자는 몽골어와 에벤크어를 적으며 오늘날까지 중화인민공화국의 내몽골 자치구에서 사용한다. 몽골 공화국에서도 소련시절에 도입한 기존의 키릴문자 표기를 대체하고자 몽골문자를 장려하며 학교 교과과정에서 배운다. 
이 문자는 13세기 칭기스 칸 명령으로 위구르어 필경사이자 재상이었던 타타 퉁가(Tata-tonga)가 만들었다. 그는 1204년 경에 몽골과 나이만 전쟁에서 몽골인들에게 포로로 붙잡혔다. 그때 칭기스 칸이 그에게 몽골 언어 표기 체계를 만들라고 명했다. 시리아 문자에서 파생한 문자이며 소그드 문자에서 발전한 위구르 문자를 고쳐서 이 표기 체계를 만들었다. 이 글자의 가장 두드러진 특징은 세로쓰기다. 한글은 세로쓰기와 가로쓰기를 필요에 따라 선택하지만, 몽골문자는 한글과 달리 세로쓰기만 가능하다. 현재는 전산화 등 이유로 가로쓰기가 필요하자 가로쓰기를 시범적으로 사용한다. 
몽골문자는 왼쪽에서 오른쪽에서 써나가는 몇 개 안되는 세로 쓰기 문자들 중의 하나이다. 대부분 세로 쓰기 표기 체계들이 오른쪽에서 왼쪽으로 써나가지만, 중세의 위구르 문자와 그 파생 문자들(몽골 문자, 오이라트 문자, 만주 문자 및 부랴트 문자들)은 왼쪽에서 오른쪽으로 써 나간다. 이것은 위구르인들이 세로쓰기 표기 체계를 만들기 위해 가로쓰기 소그드 문자를 반시계 방향으로 90도 회전시켜 위그루 문자 체계를 형성한 때문이다.
1587년에, 아유쉬 구쉬가 티베트어, 중국어, 그리고 산스크리트어와 같은 언어들의 소리를 옮겨 적도록 여러개의 문자들을 추가로 고안해 내었다. 이렇게 추가한 문자는 ‘알리 갈리’라는 이름으로 부른다.

## 글자

전통 문자로 쓴 ‘몽골’이라는 낱말.

글자들은 단어 안에서 처음, 중간 혹은 끝에 위치하느냐에 따라 모양이 달라진다. 몇몇 경우에는, 추가적인 도형적인 변형들이 있으며, 이것들은 뒤따라오는 글자와 시각적 조화를 얼마나 더 잘 이루는가에 따라 선택한다.
이 문자(alphabet)는 서너개의 모음들(o/u, ö/ü, 끝위치의 a/e)과 자음들(t/d, k/ɡ, 때때로 ž/y)을 구분할 수 없는데 , 이것은 위구르어에서는 필요하지 않았기 때문이다. 결과적으로 이것은 영어의 상황에 어느 정도 견주어볼 수 있는데, 영어에서도 단지 5개의 글자들로 10개 혹은 그 이상의 모음들을 나타내고, 두개의 다른 소리를 위해 이중음자 ‘th’를 사용한다. 이것 때문에 실제 사용에 혼동이 일어나는 경우는 비교적 드물다. 그 이유는 모음 조화와 모음의 순서를 아는 몽골어 화자가 적절한 선택을 하는 탓이다.
| 문자 | 문자        | 문자 |        | 번역      | 번역          | 참고                                                                                     |
| 어두 | 어중        | 어말 | 로마자 | 키릴 문자 |               | 참고                                                                                     |
| ---- | ----------- | ---- | ------ | --------- | ------------- | ---------------------------------------------------------------------------------------- |
|      |             |      |        | a         | А             | 보통은 모음 조화에 의한 구별(아래의 χ/γ 및 k/ɡ 을 참조)                                  |
|      | un          | Э    |        |           |               | 보통은 모음 조화에 의한 구별(아래의 χ/γ 및 k/ɡ 을 참조)                                  |
|      | [ 2 ] [ 3 ] |      |        | ar, yi    | И,Й, Ы, Ь     | 현재에는 단어 끝에서 흔히 앞 음절에 흡수됨.                                              |
|      |             |      |        | o, u      | О, У          | 맥락에 따른 구별.                                                                        |
|      |             |      |        | ö, ü      | Ө, Ү          | 맥락에 따른 구별.                                                                        |
|      | [ 4 ] [ 5 ] |      |        | n         | Н             | 중간과 끝 a/e의 모음 순서의 위치에 따른 구별.                                            |
|      |             |      |        | ng        | Н, НГ         | 단어의 끝에만 쓰임(복합어의 중간에도 쓰임). 티베트어의 ང 및 산스크리트어의 ङ를 옮겨적음. |
|      |             |      |        | b         | Б, В          |                                                                                          |
|      |             |      |        | ł         | П             | 몽골어 단어들의 처음부분에만 쓰임. 티베트어의 པ,ཕ를 표기;                                |
|      |             |      |        | χ         | Х             | 후설 모음들과만 쓰임.                                                                    |
|      |             |      |        | γ         | Г             | 후설 모음들과만 쓰임. 모음들 사이에서 오늘날으 장모음(long vowel)으로 발음됨.            |
|      |             |      |        | k         | Х             | 전설 모음들과만 쓰인다. 오늘날 모음 사이의 ɡ는 장모음으로 발음된다.                      |
| ɡ    | Г           |      |        |           |               | 전설 모음들과만 쓰인다. 오늘날 모음 사이의 ɡ는 장모음으로 발음된다.                      |
|      |             |      |        | m         | М             |                                                                                          |
|      |             |      |        | l         | Л             |                                                                                          |
|      |             |      |        | s         | С             |                                                                                          |
|      |             |      |        | š         | Ш             | 이 글자의 발음은 바뀌지 않았다.                                                          |
|      |             |      |        | t, d      | Т, Д          | 맥락에 따른 구별.                                                                        |
|      |             |      |        | č         | Ч, Ц          | 원래는 /tʃ'/ 와 /ts'/사이의 구별이 없었다. 현재는 맥락에 따라 구별된다.                  |
|      |             |      |        | ǰ         | Ж, З          | 맥락에 따른 구별, 원래는 흔히 아래의 y와도 바꿔쓸 수 있었다.                             |
|      |             |      |        | j         | Е, Ё, И, Ю, Я | 이중 모음들의 일부. 하지만 기술적으로는 자음이다.                                        |
|      |             |      |        | r         | Р             | 보통은 단어의 앞에 오지 않는다.                                                          |
|      |             |      |        | v         | В             | 산스크리트어의 व를 옮겨적는다.                                                           |
|      |             |      |        | f         | Ф             | 중세 몽골어에서는 이 음을 사용하지 않았다.                                               |
|      |             |      |        | ḳ         | К             | 러시아어의 К를 옮겨적는다.                                                               |
|      |             |      |        | (c)       | (ц)           | 티베트어의 /ts'/ ཙ,ཚ및 산스크리트어의 छ를 옮겨적는다.                                    |
|      |             |      |        | (z)       | (з)           | 티베트어의 /dz/ ཛ및 산스크리트어 ज를 옮겨적는다.                                         |
|      |             |      |        | (h)       |               | 티베트어의 Tibetan /h/ ཧ, ྷ 및 산스크리트어의 ह를 옮겨적는다.                             |

## 보기
| 전통적인 형태들 | 현대의 인쇄체 | 로마자: |
|                 |               | \| \| \| \| \| v \| \| \| i \| \| \| k \| \| \| i \| \| \| p \| \| \| e \| \| \| d \| \| \| i \| \| \| y \| \| \| a \| |
|                 |               | |
|                 | v             | |
|                 | i             | |
|                 | k             | |
|                 | i             | |
|                 | p             | |
|                 | e             | |
|                 | d             | |
|                 | i             | |
|                 | y             | |
|                 | a             | |

## 파생된 문자들

### 토도 문자
1648년에, 오이라트의 불교 승려 자야 판디트가 문어를 실제 발음에 더 가깝게 만들고, 티베트어와 산스크리트어를 더 쉽게 적을 수 있도록 할 목적으로 이 변형된 문자를 만들었다. 이 문자는 1924년까지 러시아의 칼미크인들이 사용하였으나, 그 해에 키릴 문자로 대체되었다. 중국의 신장에서는, 오이라트 사람들이 여전히 이 문자를 사용한다.

### 바긴타라 문자
또다른 변형이 1905년에, 부랴트 수도승이었던 아그반 드로지에프가 개발하였다. 이것은 모호성을 줄이고, 러시아어를 지원하기 위한 것이었다. 하지만, 가장 중요한 변화는 위치에 따른 모양 변화들을 제거하는 것이었다. 모든 글자들은 원래의 몽골 문자에서 중세에 변형된 것들을 기반으로 해서 만들어졌다. 몇 년 뒤에, 아그반 드로지에프에게는 문자를 고안해 내는 일을 더 지원하기 위해 필요한 기금이 없었고, 그 때문에 많아야 십수개 정도의 책들만이 이 문자를 사용해서 인쇄되었다.

## 몽골어의 유니코드 표기
유니코드의 몽골 문자 범위는 U+1800 – U+18AF이다. 이것은 몽골 문자, 토도 문자, 시버 문자 그리고 만주 문자를 위한 글자들, 숫자들 그리고 다양한 구둣점을 포함하며, 산스크리트어와 티베트 문자 위한 확장들도 포함한다.
| 몽고어[1]                  |   |   |   |   |   |   |   |   |   |   |   |   |   |   |   |   |
|                            | 0 | 1 | 2 | 3 | 4 | 5 | 6 | 7 | 8 | 9 | A | B | C | D | E | F |
| U+180x                     | ᠀ | ᠁ | ᠂ | ᠃ | ᠄ | ᠅ | ᠆ | ᠇ | ᠈ | ᠉ | ᠊ | ᠋  | ᠌  | ᠍  | ᠎  |   |
| U+181x                     | ᠐ | ᠑ | ᠒ | ᠓ | ᠔ | ᠕ | ᠖ | ᠗ | ᠘ | ᠙ |   |   |   |   |   |   |
| U+182x                     | ᠠ | ᠡ | ᠢ | ᠣ | ᠤ | ᠥ | ᠦ | ᠧ | ᠨ | ᠩ | ᠪ | ᠫ | ᠬ | ᠭ | ᠮ | ᠯ |
| U+183x                     | ᠰ | ᠱ | ᠲ | ᠳ | ᠴ | ᠵ | ᠶ | ᠷ | ᠸ | ᠹ | ᠺ | ᠻ | ᠼ | ᠽ | ᠾ | ᠿ |
| U+184x                     | ᡀ | ᡁ | ᡂ | ᡃ | ᡄ | ᡅ | ᡆ | ᡇ | ᡈ | ᡉ | ᡊ | ᡋ | ᡌ | ᡍ | ᡎ | ᡏ |
| U+185x                     | ᡐ | ᡑ | ᡒ | ᡓ | ᡔ | ᡕ | ᡖ | ᡗ | ᡘ | ᡙ | ᡚ | ᡛ | ᡜ | ᡝ | ᡞ | ᡟ |
| U+186x                     | ᡠ | ᡡ | ᡢ | ᡣ | ᡤ | ᡥ | ᡦ | ᡧ | ᡨ | ᡩ | ᡪ | ᡫ | ᡬ | ᡭ | ᡮ | ᡯ |
| U+187x                     | ᡰ | ᡱ | ᡲ | ᡳ | ᡴ | ᡵ | ᡶ | ᡷ |   |   |   |   |   |   |   |   |
| U+188x                     | ᢀ | ᢁ | ᢂ | ᢃ | ᢄ | ᢅ  | ᢆ  | ᢇ | ᢈ | ᢉ | ᢊ | ᢋ | ᢌ | ᢍ | ᢎ | ᢏ |
| U+189x                     | ᢐ | ᢑ | ᢒ | ᢓ | ᢔ | ᢕ | ᢖ | ᢗ | ᢘ | ᢙ | ᢚ | ᢛ | ᢜ | ᢝ | ᢞ | ᢟ |
| U+18Ax                     | ᢠ | ᢡ | ᢢ | ᢣ | ᢤ | ᢥ | ᢦ | ᢧ | ᢨ | ᢩ  | ᢪ |   |   |   |   |   |
| 노트 1.^ 유니코드 버전 6.3 |   |   |   |   |   |   |   |   |   |   |   |   |   |   |   |   |

## 같이 보기
- 몽골어
- 몽골식 키릴 문자